# تپه ربط
تپه ربط مربوط به عصر آهن است و در حومه اورمیه بخش، صومای برادوست واقع شده و این اثر در تاریخ ۱ آذر ۱۳۴۴ با شمارهٔ ثبت ۴۵۲ به‌عنوان یکی از آثار ملی ایران به ثبت رسیده است.